# Лавс (евнух)

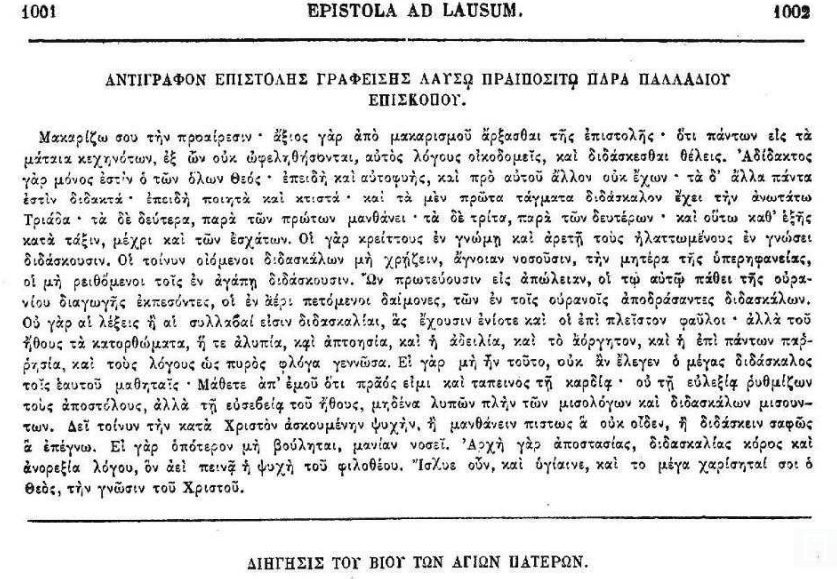
Письмо, писанное епископом Палладием правителю Лавсу

Лавс (др.-греч. Λαῦσος; вторая половина IV века — около 450 года) — евнух, начальник при царском ложе Византийского императора Феодосия II. По просьбе Лавса Палладий, епископ Еленополя написал в 419—420 годах, сборник о жизни святых и блаженных христианских монахов отцов-пустынников Египта — «Лавсаик» (название книги по имени евнуха). Лавс был владельцем большого дворца. Дворец был известен во всем Константинополе обширной коллекцией героических и мифологических статуй, размещенных в его стенах. Лавс собрал эту огромную коллекцию из восточных языческих храмов, которые были закрыты во время правления императора Феодосия. Дворец сгорел во время пожара в 475 году. Лавс был ктитором монастыря Мелании Римской в Иерусалиме.

В предисловии к Лавсаику Палладий положительно отзывается о евнухе Лавсе, в частности он пишет: 
Любитель этого богоугодного и духовного желания есть отличнейший муж Лавс, по воле Божией поставленный хранителем богопросвещенного и благочестивого царства.